# Bernd Kaiser (Archäologe)
Bernd Kaiser (* 1942; † 15. September 1974 bei Qom, Iran) war ein deutscher Klassischer Archäologe.
Kaiser studierte Klassische Archäologie in Mainz, Saarbrücken und Bonn. In Bonn wurde er 1973 bei Nikolaus Himmelmann mit einer Arbeit zum minoischen Relief promoviert. 1973–1974 wurde ihm das Reisestipendium des Deutschen Archäologischen Instituts verliehen. Während der Reise starb er bei einem Verkehrsunfall im Iran.
Kaiser galt als Fachmann auf dem Gebiet der minoisch-mykenischen Archäologie. Er nahm an den Ausgrabungen von Tiryns teil.
Er war Lebensgefährte von Fritz J. Raddatz.

## Veröffentlichungen
- Untersuchungen zum minoischen Relief, Bonn, Habelt 1976
- Corpus Vasorum Antiquorum Deutschland, Band 40:  Bonn 2, München 1976: